# デス・リベンジ
『デス・リベンジ』（英: In the Name of the King: A Dungeon Siege Tale）は、2007年のドイツ・カナダ・アメリカ映画。マイクロソフトのコンピュータゲーム『ダンジョン・シージ』を原作としている。日本ではビデオスルー。アクション監督はチン・シウトン。

## キャスト
| 役名               | 俳優                     | 日本語吹替 |
| ------------------ | ------------------------ | ---------- |
| 農民（ファーマー） | ジェイソン・ステイサム   | 東地宏樹   |
| ミュリエラ         | リーリー・ソビエスキー   | 樋口あかり |
| ガリオン           | レイ・リオッタ           | 大塚芳忠   |
| ノーリック         | ロン・パールマン         | 石塚運昇   |
| メリック           | ジョン・リス＝デイヴィス | 仲野裕     |
| ソラナ             | クレア・フォーラニ       | 相沢恵子   |
| エロラ             | クリスタナ・ローケン     |            |
| ファロウ           | マシュー・リラード       | 佐藤せつじ |
| タリッシュ         | ブライアン・ホワイト     | 伊藤健太郎 |
| バスティアン       | ウィル・サンダーソン     | 阪口周平   |
| ハレット           | ロン・セルモア           | 楠大典     |
| コンリード王       | バート・レイノルズ       | 菅生隆之   |

## 評価

### 興行面
6000万ドルの製作費がかけられたが、全世界興行収入は約1300万ドルであり、興行的に失敗した。

### 批評面
ロッテントマトでは支持率がわずか4%である。2009年には、雑誌TIMEが選ぶ「ゲーム原作映画ワーストテン」にランクインした。また、複数の評論家によって『ロード・オブ・ザ・リング』を始めとする他のファンタジー映画との類似点が指摘されている。

### 受賞
| 賞                     | 部門           | 候補                   | 結果       |
| ---------------------- | -------------- | ---------------------- | ---------- |
| ゴールデンラズベリー賞 | 最低作品賞     |                        | ノミネート |
| ゴールデンラズベリー賞 | 最低監督賞     | ウーヴェ・ボル         | 受賞       |
| ゴールデンラズベリー賞 | 最低助演男優賞 | バート・レイノルズ     | ノミネート |
| ゴールデンラズベリー賞 | 最低助演女優賞 | リーリー・ソビエスキー | ノミネート |
| ゴールデンラズベリー賞 | 最低脚本賞     | ダグ・テイラー         | ノミネート |